# Parti ouvrier de Hongrie 2006 - Gauche européenne
Ne doit pas être confondu avec Parti des communistes de Hongrie, Parti communiste hongrois ou Parti ouvrier hongrois.
Le Parti ouvrier de Hongrie 2006 - Gauche européenne (hongrois : Magyarországi Munkáspárt 2006 - Európai Baloldal, prononcé [ˈmɒɟɒɾoɾsaːgi ˈmunkaːʃpaːɾt ˈkeːtɛzɛɾhɒt], Európai Baloldal) est un parti politique hongrois fondé en 2005 comme dissident du Parti ouvrier hongrois. 
D'inspiration marxiste, cette organisation est membre du Parti de la gauche européenne.
Le 8 septembre 2016, le Parti de gauche a annoncé sur son site Internet que les deux partis coopéreraient en vue des élections législatives de 2018.
Au début de l'année 2022, le Parti social-démocrate de Hongrie a annoncé sur son site Internet que les deux partis allaient coopérer en vue des élections législatives de 2022. En 2022 également, le Front populaire a annoncé qu'il allait rejoindre Európai Baloldal mais qu'il continuerait à exister en tant qu'organisation politique.